# Магомедов, Муса Сергоевич
Муса Сергоевич Магомедов (укр. Муса Сергоєвич Магомедов; род. 7 апреля 1970, село Ириб, Чародинский район, Дагестанская АССР, РСФСР, СССР) — украинский политик, народный депутат Украины 9-го созыва. Председатель Подкомитета по промышленной политике Комитета Верховной Рады по вопросам экономического развития. 

## Биография
Образование высшее. Окончил Донецкий институт советской торговли, Международный институт менеджмента (г. Киев), Национальный технический университет «Харьковский политехнический институт». Прошёл программу развития топ-менеджеров Группы «Метинвест» в московской школе управления Сколково.
Аварец по национальности.
Работает в сфере производства с 2003 года. С июля 2005 года возглавлял наблюдательный совет ОАО «Запорожкокс». С 2009 года — генеральный директор «Запорожкокса». С ноября 2012 — генеральный директор ОАО «АКХЗ».
В 2011 году стал лауреатом общенациональной программы «Человек года» в номинации «Промышленник года».
Кандидат в народные депутаты на «парламентских выборах» в 2019 году. От Оппозиционного блока (избирательный округ № 45: города Авдеевка. На время выборов: генеральный директор ЗАО «Авдеевский коксохимический завод», беспартийный. Проживает в городе Авдеевка Донецкой области.
4 сентября 2020 года включён в список украинских физических лиц, в отношении которых российским правительством введены санкции.